# Liebelia magna
Liebelia magna är en stekelart som beskrevs av Vyrzhikovskaja 1963. Liebelia magna ingår i släktet Liebelia och familjen gallsteklar. Inga underarter finns listade i Catalogue of Life.